# Чанфрилья, Джованни
Джова́нни Чанфри́лья (итал. Giovanni Cianfriglia; 5 апреля 1935, Анцио, Лацио — 30 октября 2024, Анцио, Лацио) — итальянский актёр и каскадёр. За свою карьеру снялся в более чем 100 фильмах.

## Биография
Чианфрилья родился 5 апреля 1935 года в Анцио.
Дебютировал в кино как дублер Стива Ривза в «Геркулесе», затем он начал появляться, часто без титров, в качестве каскадера в десятках жанровых фильмов. Со второй половины шестидесятых годов он снялся в нескольких приключенческих фильмах и вестернах в главных ролях, используя сценический псевдоним Кен Вуд.
Скончался 30 октября 2024 года в Анцио, Лацио, на 90-м году жизни.